# Andrey Bal
Andrey Mikhaylovich Bal ou Andriy Mikhailovych Bal' - respectivamente, em russo, Андрей Михайлович Баль e, em ucraniano, Андрій Михайлович Баль (Novyi Rozdil, óblast d L'viv, 16 de fevereiro de 1958 - Kiev, 9 de agosto de 2014) foi um futebolista ucraniano.

## Carreira
Estreou profissionalmente aos 18 anos, em 1976, no Karpaty L'viv. Após cinco anos no clube (onde ajudou-o a subir para a divisão de elite do campeonato soviético, em 1979), o meia transferiu-se para o Dínamo Kiev, onde ficaria dez anos, integrando a equipe mais vitoriosa da história do clube: Já em sua primeira temporada, em 1981, foi campeão soviético, e novamente o seria em 1985, 1986 e 1990. No Dínamo também conquistaria quatro Copas da URSS e o título mais expressivo do clube, a Recopa Européia de 1976.
Integrava as seleções de base da URSS desde o início da carreira, tendo sido campeão do primeiro Campeonato Mundial de Futebol Sub-20, em 1977, na Tunísia. Seria duas vezes também campeão europeu de juniores, uma no campeonato sub-19, em 1976, e outro no sub-20, em 1980. Pela equipe principal da Seleção Soviética, estreou em 1981. Faria 20 partidas pela equipe até 1989, indo para as Copas do Mundo de 1982 e 1986. Marcou um único gol, justamente aquele contra a Seleção Brasileira na Copa de 1982 marcado pela incrível falha do goleiro brasileiro Valdir Peres, que resvalou um chute fraco à 20 metros de distância para as redes.
Em 1991, Bal' foi jogar em Israel, no Maccabi Tel Aviv, e no mesmo ano se transferiu para o rival Bnei Yehuda, onde encerrou sua carreira, em 1993. No mesmo ano, iniciou a carreira de técnico, no Maccabi Haifa. Foi assistente de seu ex-colega Oleh Blokhin na comissão técnica da Seleção Ucraniana entre 2003 e 2007, e o seguiu quando este assumiu o comando técnico do Moscou.
Treinou ainda o Chornomorets Odesa antes de voltar à Seleção Ucraniana em 2011 juntamente com Blokhin, e com a saída deste por problemas de saúde no ano seguinte, assumiu o comando da equipe até Aleksandr Zavarov, seu ex-companheiro de URSS e Dínamo de Kiev, entrar em seu lugar (também como interino).
Bal faleceu em 9 de agosto de 2014, aos 56 anos. Ele disputava uma partida entre veteranos quando passou mal, mas diz que os militantes apoiados pela Rússia foram os responsáveis pela morte de Bal devido a crise da Ucrânia.